# Maria Teresa Eugénio de Almeida
Maria Teresa Ortigão Burnay de Almeida Bello Eugénio de Almeida ComB (Caxias, Oeiras, 16 de Setembro de 1921 - Lisboa, 14 de Julho de 2017) foi uma benemérita portuguesa.

## Biografia

### Nascimento
Nasceu em 16 de Setembro de 1921, na Casa de Massarelos, em Caxias, no concelho de Oeiras. Era filha de Manuel de Almeida Bello e de Maria Isabel Ortigão Burnay, neta do escritor Ramalho Ortigão.

### Carreira
Em 1948 casou-se com Vasco Maria Eugénio de Almeida, Conde de Vilalva. Desde esse ano até ao falecimento do seu marido em 1975, colaborou com Vasco de Almeida em várias obras de cariz social, cultural e educativo em Évora, como a formação do Instituto Superior Económico e Social, a instalação do Hospital do Patrocínio, e as obras de conservação do Paço de São Miguel, no antigo Castelo de Évora.
Em 1963, Vasco de Almeida criou a Fundação Eugénio de Almeida em Évora, que se tornou numa importante proprietária em Évora, tendo a posse de vários monumentos naquela cidade, como o Convento da Cartuxa, onde é produzido o vinho com o mesmo nome. A partir da morte do seu marido, em 1975, continuou a obra de beneficiência. Na sequência da Revolução de 25 de Abril de 1974, a Fundação Eugénio de Almeida passou por dificuldades, uma vez que alguns dos terrenos e prédios foram ocupados, como parte da reforma agrária. A situação só se normalizou no princípio da década de 1980, tendo a presidência da instituição sido entregue à Arquidiocese de Évora, enquanto que Maria Eugénia de Almeida passou a ser a administradora, função que ocupou durante cerca de vinte anos, até 2000.
Durante a década de 1990 ocorreram algumas disputas no interior da fundação, tendo Maria Eugénia de Almeida chegado a recorrer ao tribunal, mas depois verificou-se uma melhoria nas relações. Uma das suas obras mais conhecidas foi o restauro do Convento da Cartuxa, de forma a permitir o regresso dos monges, que tinham sido expulsos durante o Século XIX.
Na Década de 2000, foi assinado um acordo com a Fundação Calouste Gulbenkian, no qual os jardins da Casa de Santa Gertrudes, em Lisboa, seriam vendidos àquela instituição, que em retorno criaria o Prémio Vasco Vilalva, consagrado ao restauro do património.
Nos finais da sua vida, dedicou-se à investigação sobre a história do seu marido, tendo publicado a biografia Vasco Vill’Alva, uma presença no Alentejo.

### Falecimento
Faleceu em 14 de Julho de 2017, aos 95 anos de idade, na Casa de Santa Gertrudes, em Lisboa.

## Homenagens
Rui Vilar, que era presidente da Fundação Calouste Gulbenkian durante o acordo com a Fundação Eugénio de Almeida, classificou Maria Teresa de Almeida como «uma grande figura da sociedade portuguesa, [...] uma pessoa culta e viajada, sempre atenta ao que estava a acontecer. Era elegante consigo própria e elegante nas relações que tinha com os outros.». Na sequência do seu falecimento, a Fundação Eugénio de Almeida decretou uma semana de luto.
Recebeu diversas homenagens e condecorações, incluindo o grau de Comendadora na Ordem de Benemerência em 2 de Julho de 1969, a Medalha de ouro da Cidade de Évora e a Cruz de Mérito da Ordem Soberana e Militar de Malta.